# Magyar Telekom
Magyar Telekom Nyrt. (officielt Magyar Telekom Távközlési Nyilvánosan Működő Részvénytársaság) er en ungarsk telekommunikationsvirksomhed, der driver mobiltelefoni, fastnet og internet i Ungarn. Virksomheden har hovedkvarter i Budapest og er majoritetsejet af Deutsche Telekom.
Magyar Telekom blev oprettet som et statsejet selskab i 1991 og i 1993 blev virksomheden privatiseret.